# Fliegeneichen
Fliegeneichen ist eine Hofschaft von Wipperfürth im Oberbergischen Kreis im Regierungsbezirk Köln in Nordrhein-Westfalen (Deutschland).

## Lage und Beschreibung
Die Hofschaft liegt im Nordosten von Wipperfürth an der Neyetalsperre. Nachbarorte sind Niederscheveling, Dreine und Hambüchen. Der in die Hönnige mündende Harhausener Bach entspringt am südöstlichen Ortsrand.
Die Hofschaft umfasst drei Häuser, wobei ein alter Hof umgebaut wurde und jetzt als Pfadfinder-Begegnungszentrum dient. Ein zugehöriger Zeltplatz für die Pfadfinder befindet sich gegenüber dem Gebäude. Die gesamte Hofschaft wird von einem beeindruckenden alten Baumbestand begleitet. Alte Holzscheunen bezeugen die landwirtschaftliche Tradition der Hofschaft.
Politisch wird der Ort durch den Direktkandidaten des Wahlbezirks 3 (030) Nordöstliches Stadtgebiet im Rat der Stadt Wipperfürth vertreten.

## Geschichte
Die Karte Topographia Ducatus Montani aus dem Jahre 1715 zeigt einen Hof und bezeichnet diesen mit „Eicken“. Die Topographische Aufnahme der Rheinlande von 1825 zeigt „Eik“ mit umgrenztem Hofraum und Gebäudegrundrissen. Ab der Preußischen Uraufnahme von 1840 bis 1844 lautet der Name „Eichen“ und ab der topografischen Karte (Preußische Neuaufnahme) der Jahre 1894 bis 1896 wird die Ortsbezeichnung Fliegeneichen verwendet.
Südwestlich von Fliegeneichen hat der Landschaftsverband Rheinland einen Hohlweg dokumentiert, der bis ins Jahr 1825 zurück datiert.

## Busverbindungen
Über die in Wipperfürth Harhausen gelegene Bushaltestelle der Linie 338 (VRS/OVAG) ist eine Anbindung an den öffentlichen Personennahverkehr gegeben.

## Wanderwege
Ein von Wipperfürth nach Unternien führender Zugangsweg zum Weg Rund um Wipperfürth führt in 200 m Entfernung nördlich an Fliegeneichen vorbei.

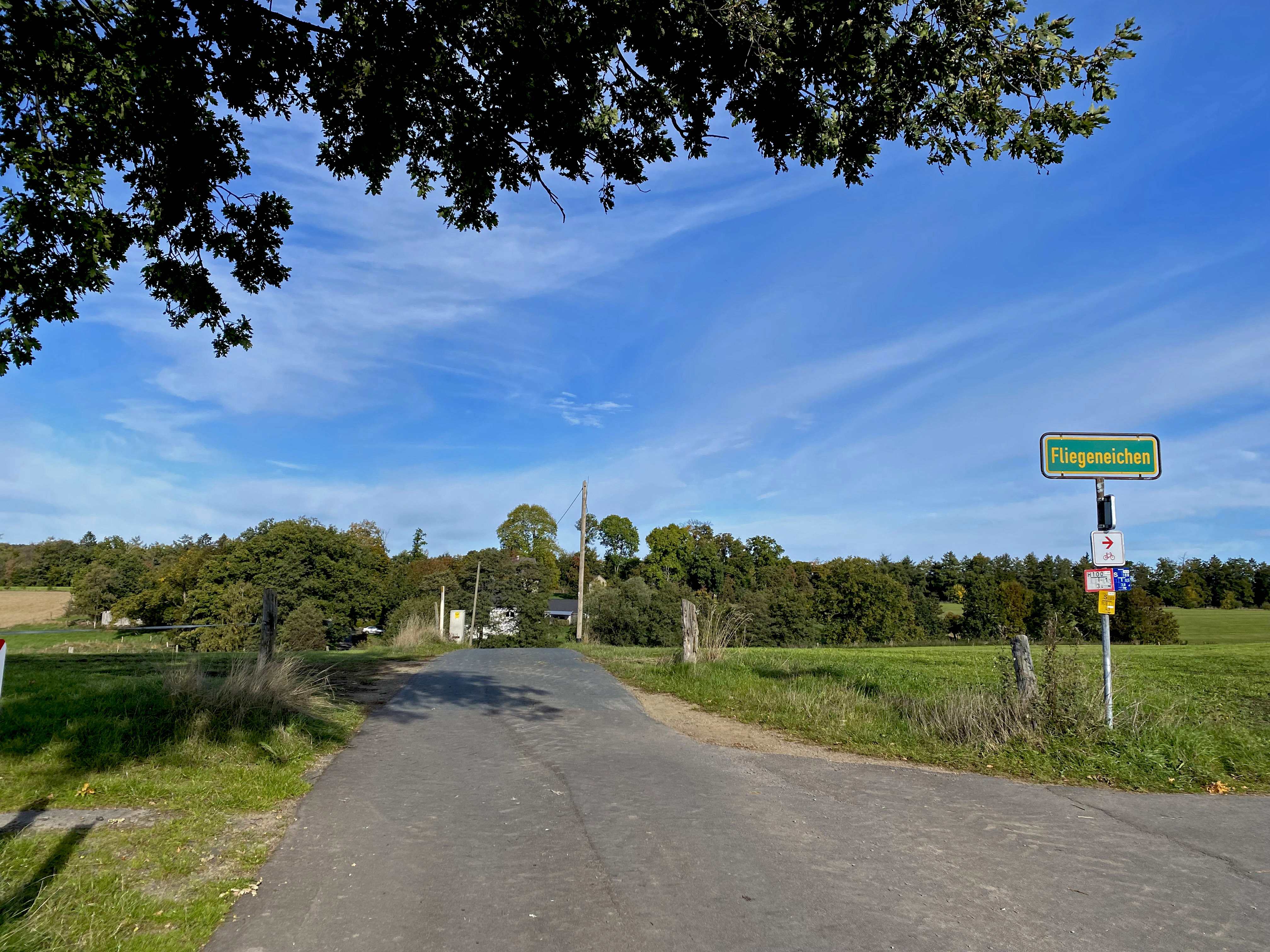
Abzweigung nach Fliegeneichen
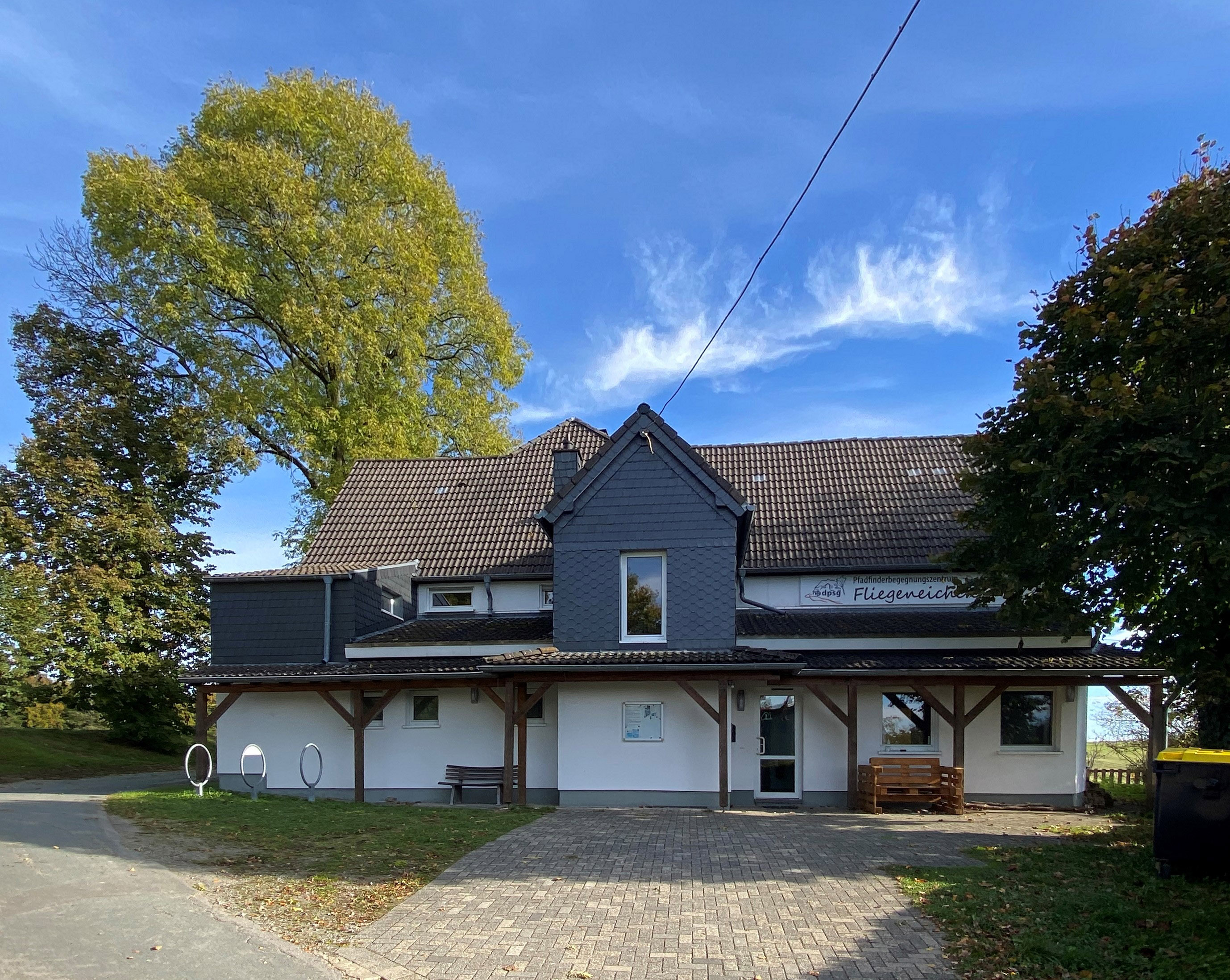
Pfadfinder-Begegnungszentrum Fliegeneichen 2
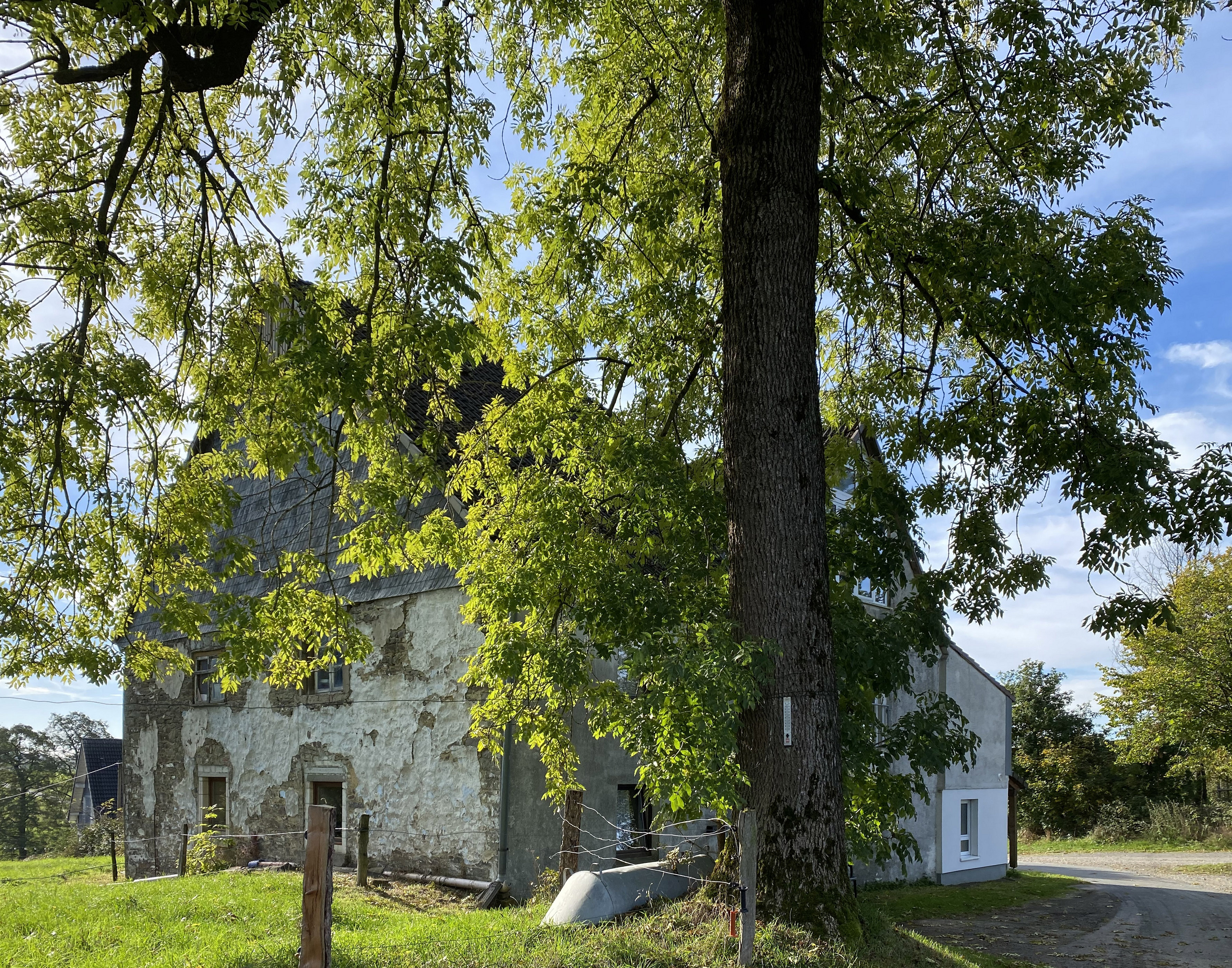
Altes Hofgebäude rückseitig Fliegeneichen 2
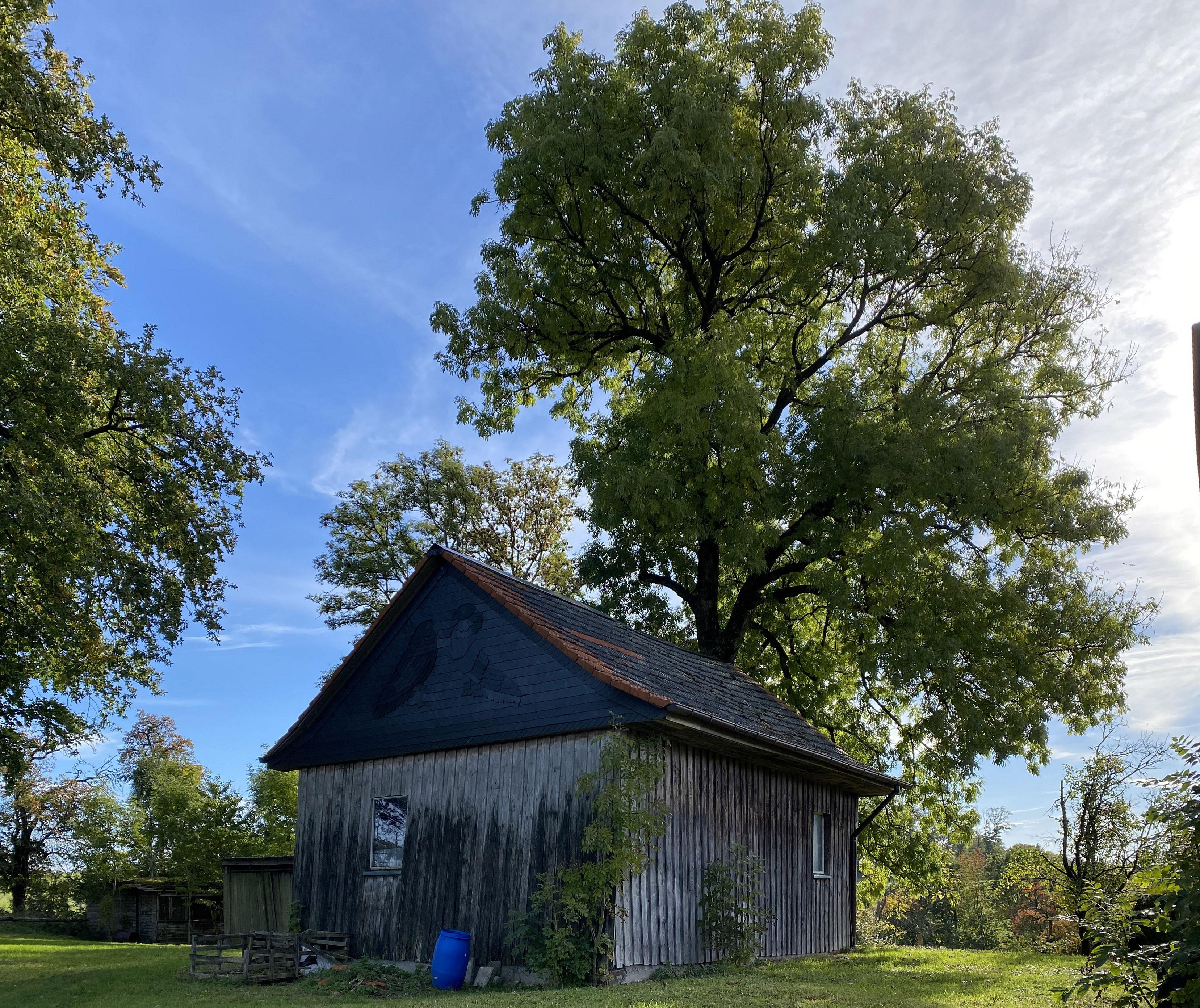
Alte Scheune – alte Bäume
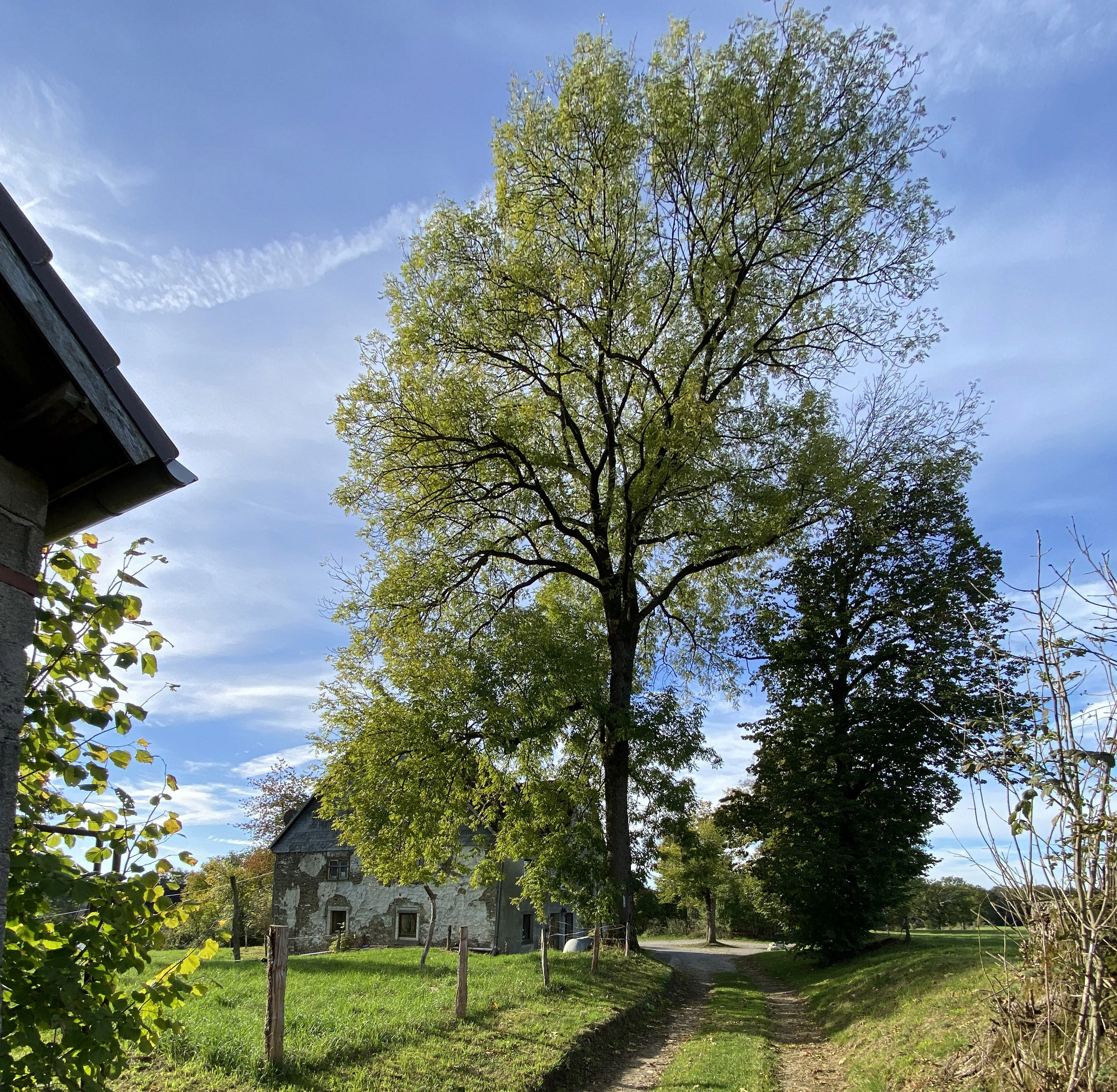
Alter Baumbestand um Fliegeneichen
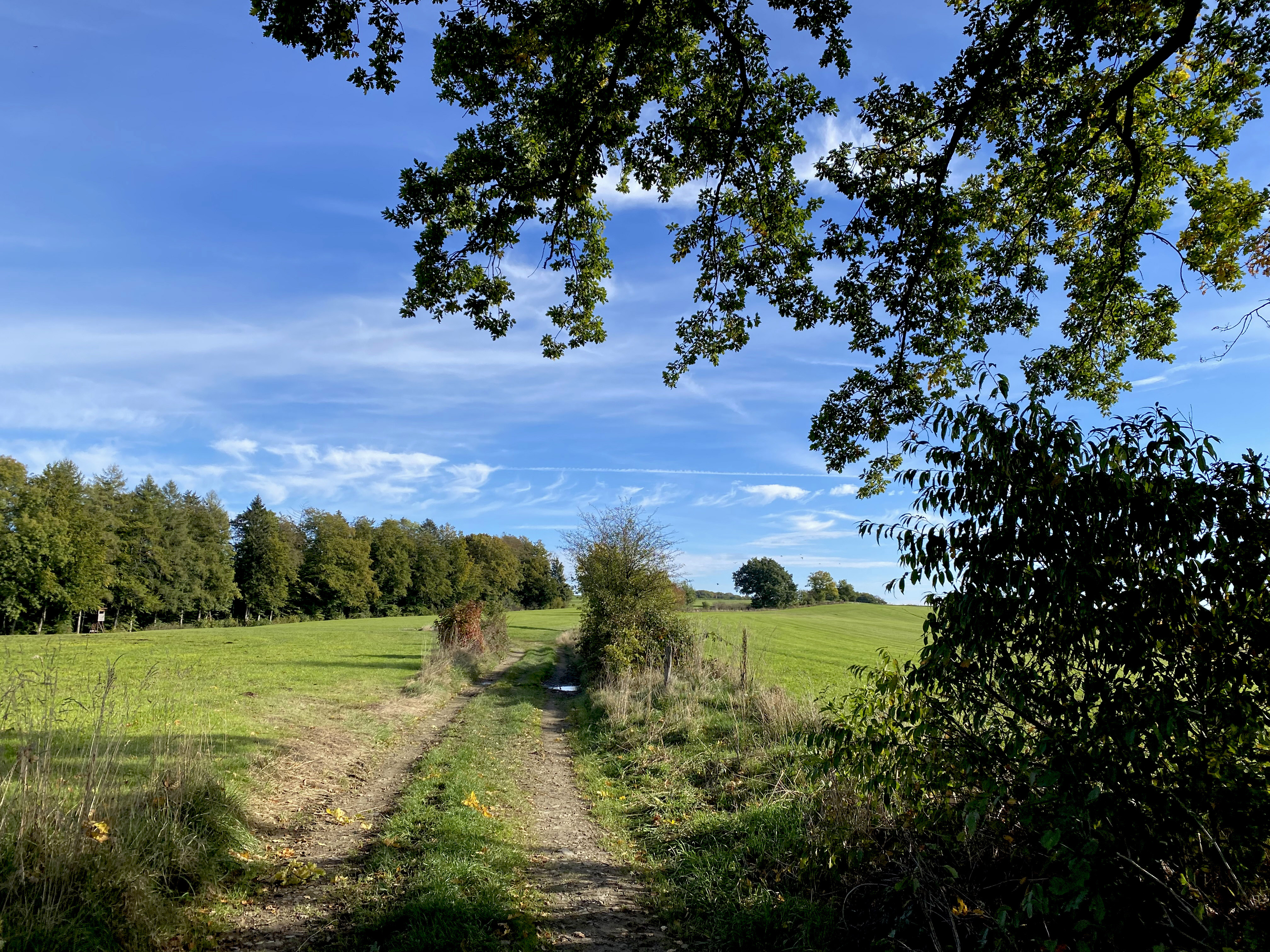
Landschaft um Fliegeneichen / Weg zur Neye-Talsperre